# هوتاشن، مارتاکرت
هوتاشن (به ارمنی: Հովտաշեն) یک منطقهٔ مسکونی در جمهوری آرتساخ است که در استان مارتاکرت واقع شده‌است. هوتاشن  ۲۴۵ جمعیت دارد.